# Кудрявцев, Павел Степанович
Па́вел Степа́нович Кудря́вцев (15 июня 1904 — 25 марта 1975) — советский историк физики. Заслуженный деятель науки РСФСР, доктор физико-математических наук, профессор Тамбовского университета, автор трёхтомного учебного пособия «История физики» — первой в СССР монографии по этой теме. Член-корреспондент Международной академии истории наук (1969).

## Биография
В 1929 году окончил физико-математический факультет МГУ. После окончания университета работал в Горьковском и Омском педагогических институтах. С 1946 года до конца жизни являлся сотрудником Тамбовского государственного университета. В 1944 году получил степень кандидата физико-математических наук за книгу об И. Ньютоне. В 1951 году ему присвоена степень доктора наук за первый том «Истории физики». Помимо этого, Кудрявцевым были написаны «История физики и техники» (совместно с И. Я. Конфедератовым) и «Курс истории физики» для преподавания в педагогических вузах.

### Полемика вокруг «Истории физики»
Трёхтомник «История физики», описывающий развитие физической науки, начиная с Древней Греции до середины XX века, стал главной работой всей жизни П. С. Кудрявцева. Это была первая советская монография по истории физики. Первый том был опубликован в 1948 году, а последний, третий, — в 1971. Руководство физического факультета МГУ высоко оценило первый том «Истории физики» и утвердило его как докторскую диссертацию (1950 год).
Вскоре после публикации первого тома, в 1950 году, в газете «Культура и жизнь» появилась разгромная рецензия, написанная профессором Академии общественных наук при ЦК КПСС Б. М. Кедровым. Рецензия называлась «Объективистская книга по истории физики» и обвиняла П. С. Кудрявцева в низкопоклонстве перед Западом, «превозношении» вклада иностранных учёных в развитие физики и умалении отечественного вклада, что «является прямым следствием нарушения ленинского принципа партийности и перехода на принципы буржуазного объективизма». Одновременно Кедров опубликовал аналогичную статью «Неудачная книга по истории физики» в партийном журнале «Вопросы философии»: «П. Кудрявцев взял на себя неблаговидную задачу пересмотреть уже решённые вопросы и „перерешить“ их заново в пользу западных ученых».
15 марта 1950 года статьи Кедрова рассмотрело специальное заседание методологического семинара физического факультета МГУ. Все выступавшие, включая самого П. С. Кудрявцева, критику Кедрова в целом отвергли как предвзятую и тенденциозную. Одновременно ряд известных физиков направили письма аналогичного содержания в ЦК. По результатам обсуждения собрание приняло резолюцию, направленную в Отдел агитации и пропаганды ЦК ВКП(б) и в редакцию газеты «Культура и жизнь». В резолюции отмечаются положительные стороны книги и отдельные устранимые недостатки:
- недостаточно последовательно проводится классовый анализ отдельных этапов истории физики, недостаточно глубоко вскрыта связь физики с развитием производительных сил;
- в отдельных главах недостаточно отмечена роль русских учёных в истории физики;
- не раскрыта роль древнего Востока — Хорезма, Узбекистана, Таджикистана в развитии физики.

22 марта 1950 года Учёный совет МГУ постановил, что оснований для пересмотра решения о присуждении П. С. Кудрявцеву учёной степени доктора наук нет.
Продолжением критики в том же 1950 году стала статья И. В. Кузнецова «Серьёзные ошибки в освещении истории физики», помещённая в журнале «Большевик». Там историк был обвинён в отходе от «пронизанной духом большевистской партийности, построенной на прочном фундаменте марксизма-ленинизма советской истории науки». 24 июня 1950 года статья была рассмотрена на заседании физфака МГУ, которое приняло мягкое решение о необходимости некоторой переработки книги. 21 июня 1950 года Отдел пропаганды и агитации ЦК выпустил заключение, где книга Кудрявцева получила резко отрицательную оценку:

Рассмотрение книги П. С. Кудрявцева «История физики» т. 1 показывает, что она содержит серьёзные ошибки и не может быть отнесена к числу высокоидейных, патриотических книг по истории науки… Обстоятельный анализ основных ошибок этой книги дан в рецензии т. Кузнецова, опубликованной в журнале «Большевик» (№ 6 за 1950 год). Основной порок книги заключается в её исключительно ярко проявившемся объективизме.

Второй том П. С. Кудрявцеву удалось опубликовать только после смерти Сталина, в 1956 году. Вместе с ним было издано переработанное издание первого тома, но раскритикованные ранее места существенной правке не подверглись.

## Награды
- Орден Ленина[7].
- Орден Октябрьской Революции (14.06.1974) — за заслуги в развитии науки, многолетнюю плодотворную педагогическую и общественную деятельность и в связи с семидесятилетием со дня рождения.
- Заслуженный деятель науки РСФСР (19.09.1969) — за многолетнюю плодотворную научно-педагогическую деятельность.